# Sankt-Petri-Kirche (Stavanger)

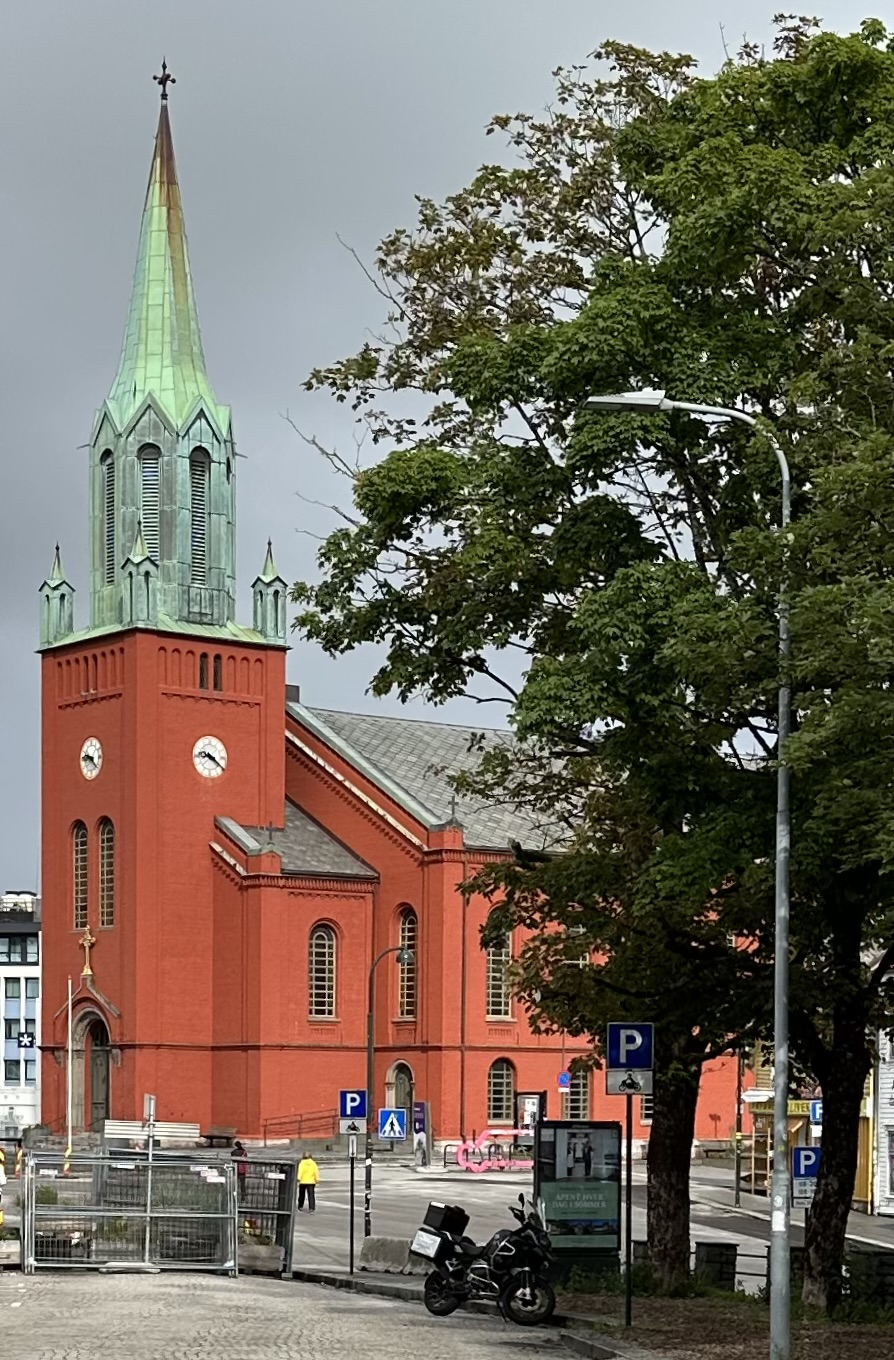
Sankt-Petri-Kirche, 2023

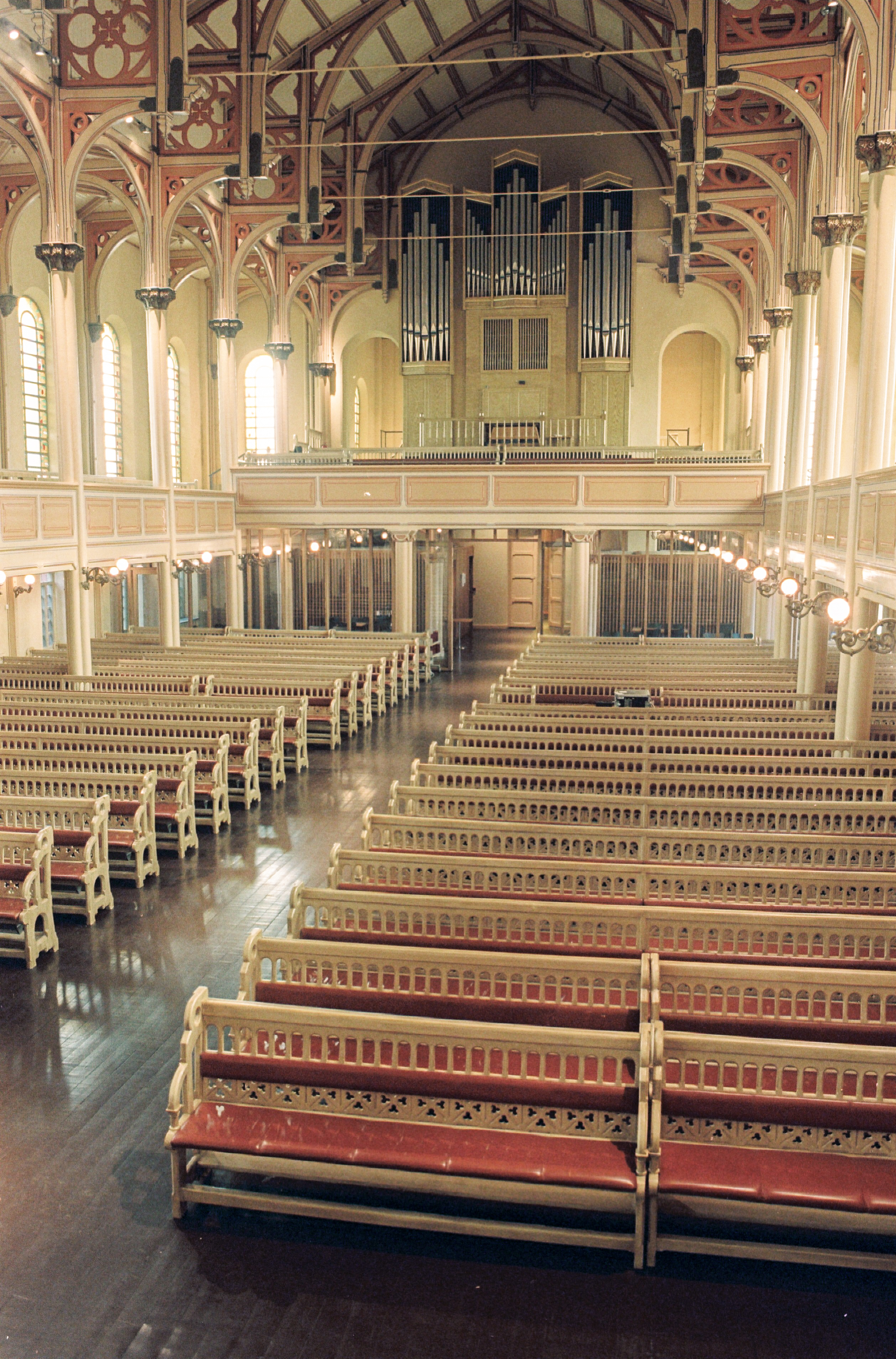
Blick durch das Kirchenschiff zur Orgel, 2008

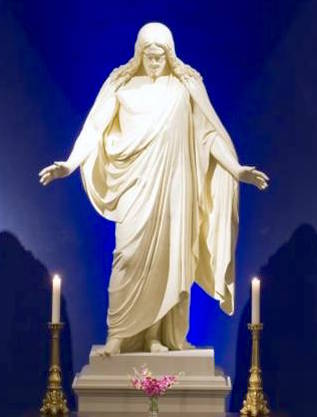
Christusstatue

Die Sankt-Petri-Kirche (norwegisch Sankt Petri kirke) ist eine denkmalgeschützte Kirche der evangelisch-lutherischen Norwegischen Kirche in der norwegischen Stadt Stavanger.

## Lage
Die Kirche befindet sich im südöstlichen Teil des Stadtzentrums von Stavanger, am westlichen Ende des Platzes Nytorget. An der Kirche treffen die Straßen Nykirkebakken, Bergelandsgata und Hospitalsgata aufeinander.

## Architektur und Geschichte
1270/1271 schlug Bischof Torgils dem König den Bau eines Armenhauses in Stavanger östlich der damaligen Petrikirche vor. In den 1270er Jahren wurde tatsächlich ein Hospital gegründet, dem Magnus Lagabøter eine Peterskirche schenkte. Diese Kirche befand sich vermutlich bereits an der Stelle, wo noch bis 1815 die Hospitalkirche stand, auf einem Hügel etwas östlich der Domkirche von Stavanger, oberhalb östlich des Skolebekken. Es wird angenommen, dass die Kirche ursprünglich zum Erbe der Königin Margrete Skulesdatter gehörte. Der Bischof schenkte dem Hospital ein Feld und etwas Land. Außerdem versprach er, eine Unterkunft für Priester und Bedienstete zu errichten.
1710 wurde die Hospitalkirche als kleine Holzkirche östlich der Kathedrale beschrieben. Im Hospital lebten 9 bis 10 Bedürftige. 1815 wurde die Kirche abgerissen.
1862 beschloss der Stadtrat von Stavanger den Bau einer neuen Kirche am heutigen Standort, dem Kapitelsbjerg, auch Hospitalberget genannt. Vorausgegangen war ein Beschluss des Königs, in Stavanger neben der Gemeinde der Domkirche eine weitere Pfarrei zu bilden. Die Grundsteinlegung erfolgte am 2. Juni 1864, die Weihe der Kirche am 3. August 1866. Architekt war Conrad Fredrik von der Lippe. Die Baukosten beliefen sich auf 198.500 Norwegische Kronen (NOK). Es entstand eine dreischiffige Kirche aus roten Ziegeln. Das Dach des Turms wurde mit Kupfer bedeckt, während das Kirchenschiff eine Schieferdeckung erhielt.
1876 und 1881 wurde eine Reparatur des Kirchturms für insgesamt 2700 NOK erforderlich. Von 1885 bis 1907 war Jonas Dahl Pfarrer an der Kirche. Lars Oftedal war ab 1880 Kapellan und ab 1885 ebenfalls Pfarrer an der Kirche.
In der Kirche befindet sich eine Kopie der Christusstatue von Thorvaldsen. Die heutige Orgel der Kirche wurde 1977 von der in der DDR ansässigen Firma Jehmlich eingebaut und 2008 vom gleichen Unternehmen überarbeitet und modernisiert. Außerdem besteht ein Orgelpositiv der schwedischen Firma A. Magnusson.
Diese Kirche wurde am 15. November 2000 unter Denkmalschutz gestellt. Von 2004 bis 2010 erfolgte eine umfassende Restaurierung der Kirche und ihres Umfeldes unter Leitung des Architekturbüros Helge Schjelderup.